# ژاک و اربابش
ژاک و اربابش (به انگلیسی: Jacques and his Master) نمایشنامه‌ای اثر میلان کوندرا نویسنده بنام اهل چک نوشته شده در ۱۹۷۱ است.
نمایشنامه برداشت شخصی کوندرا از رمان ژاک قضا و قدری و اربابش نوشته دیدرو فیلسوف فرانسوی است که به قول کوندرا «ادای احترامم» به دنی دیدرو است. این نمایشنامه سه داستان عاشقانه دارد: داستان عاشقانه ارباب، داستان عاشقانه ژاک و داستان عاشقانه مادام دولاپومه ری که در سه پرده تنظیم شده است. ژاک و اربابش در یوگسلاوی، یونان، آلمان و سوییس روی صحنه رفت و در فرانسه مدت‌ها روی پرده ماند و برنده جایزه شد.
غربی‌ها کشش خاصی به کوندرا و نوشته‌هایش داشتند که از پشت پرده آهنین راوی اندیشه‌هایش در طی رویدادهای داخلی زمان اشغال چکسلواکی بود وی بعدها به فرانسه مهاجرت کرد.